# Czarna (dopływ Wilczki)
Czarna (dawniej niem. Schwarzes Wasser, po 1945 r. również Czarna Jaworniczka) – potok w Masywie Śnieżnika, lewy dopływ Wilczki.
Odwadnia znaczną część najwyższej partii Masywu Śnieżnika pomiędzy Halą pod Śnieżnikiem a Goworkiem.